# Ospreyella maldiviana
Ospreyella maldiviana är en armfotingsart som beskrevs av Kathleen S. Logan 2005. Ospreyella maldiviana ingår i släktet Ospreyella och familjen Thecideidae. Inga underarter finns listade i Catalogue of Life.